# Kanadska gos
Kanadska gos (znanstveno ime Branta canadensis) spada v rod Branta, katerega vrste odlikuje pretežno črno perje, medtem ko je perje vrst iz rodu Anser sivo. Izvira iz Severne Amerike. S pomočjo človeka pa se je razširila tudi v Evropi in Oceaniji. 